# Las aventuras de Giuseppe Bergman
Las aventuras de Giuseppe Bergman (en el francés original, Les Aventures de Giuseppe Bergman) es una serie de cómic creada por el historietista Milo Manara, su primera como autor completo.

## Trayectoria editorial
La primera entrega de la serie, con el título de H.P. et Giuseppe Bergman se publicó en los números 9 a 15 de "(A suivre)". Era un homenaje a los mundos de aventura creados por Hugo Pratt.
En los años ochenta, retomó la serie con Tal vez soñar... y Las aventuras africanas.
En 1998, publicó Camino oculto.

## Títulos
| Título                   | Publicación original     | Publicación en volumen | Publicación en español |
| ------------------------ | ------------------------ | ---------------------- | ---------------------- |
| H.P. et Giuseppe Bergman | "(A suivre)" 9-15 (1978) |                        |                        |

## Valoración
Descrita por Ricardo Aguilera y Lorenzo Félix Díaz como una desordenada sucesión de situaciones pseudo-surrealistas, Las aventuras de Giuseppe Bergman es, en pretensión de su propio autor, una reflexión sobre el sentido de la aventura en el mundo moderno.